# Mahmoud Mestiri
Mahmoud Mestiri (arabisch محمود المستيري, DMG Maḥmūd al-Mastīrī; * 25. Dezember 1929 in Tunis; † 28. Juni 2006 ebenda) war ein tunesischer Diplomat und Politiker der Sozialistischen Destur-Partei, der mehrmals Botschafter sowie zwischen 1987 und 1988 Außenminister war.

## Leben
Mestiri absolvierte ein Studium der Politikwissenschaft und wurde während des Studiums Mitglied der Neo-Destur-Partei. Nach Abschluss des Studiums trat er in das Außenministerium ein und war nach verschiedenen Verwendungen von 1967 bis 1969 erstmals Ständiger Vertreter bei den Vereinten Nationen in New York City. Anschließend fungierte er von 1969 bis 1971 als Botschafter in Belgien und war als solcher zugleich als Botschafter in Luxemburg akkreditiert, ehe er daraufhin zwischen 1971 und 1972 Botschafter in der Bundesrepublik Deutschland war. Nach einer Verwendung im Außenministerium war er von 1973 bis 1975 Botschafter in der Sowjetunion und in dieser Funktion in Personalunion auch als Botschafter in der Volksrepublik Polen akkreditiert.
Nachdem Mestiri zwischen 1975 und 1976 Generalsekretär des Außenministeriums war, übernahm er von 1976 bis 1980 erneut den Posten als Ständiger Vertreter bei der UNO. Nach seiner Rückkehr fand er erneut Verwendungen im Außenministerium und war zwischen 1982 und 1986 als Staatssekretär tätig sowie im Anschluss von 1986 bis 1987 zum dritten Mal Ständiger Vertreter bei der UNO. 
Am 7. November 1987 übernahm Mestiri als Nachfolger von Hédi Mabrouk schließlich selbst das Amt des Außenministers und bekleidete dieses ein Jahr lang bis zum 7. November 1988, woraufhin Abdelhamid Escheikh seine Nachfolge antrat. Er selbst fungierte im Anschluss von 1988 bis 1990 als Botschafter in Ägypten. 1994 wurde er von UN-Generalsekretär Boutros Boutros-Ghali zu dessen Sonderrepräsentanten für Afghanistan ernannt und übte diese Funktion bis 1996 aus.